# أوسبالدو لاسترا
أوسبالدو لاسترا (12 يونيو 1985 إسمرالداس الإكوادور - ) هو لاعب كرة قدم إكوادوري، شارك في كأس ليبرتادوريس.

## روابط خارجية
- أوسبالدو لاسترا على موقع قاعدة بيانات كرة القدم.إي يو (الإنجليزية)
- أوسبالدو لاسترا على موقع ناشيونال فوتبول تيمز (الإنجليزية)
- أوسبالدو لاسترا على موقع Soccerbase.com (لاعب) (الإنجليزية)
- أوسبالدو لاسترا على موقع Soccerway.com (الإنجليزية)
- أوسبالدو لاسترا على موقع عالم كرة القدم.نت (الإنجليزية)
- أوسبالدو لاسترا على موقع AS.com (الإسبانية)